# Gerardo Chavarría
Gerardo Chavarría Gutiérrez (Alajuela; 8 de abril de 1949) es un exfutbolista costarricense que jugó como centrocampista.

## Selección nacional
Jugó siete partidos con la selección de Costa Rica, debutando en la Copa Ciudad de México 1975.

### Participaciones en clasificatorias
| Clasif.              | Sede   | Resultado | Part. | Goles |
| -------------------- | ------ | --------- | ----- | ----- |
| Clasif. Mundial 1978 | Varias | Eliminado | 5     | 0     |

## Clubes
| Club             | País       | Año       |
| ---------------- | ---------- | --------- |
| Deportivo México | Costa Rica | 1967      |
| L.D. Alajuelense | Costa Rica | 1968-1970 |
| C.S. Cartaginés  | Costa Rica | 1971-1972 |
| L.D. Alajuelense | Costa Rica | 1973-1979 |
| A.D. Ramonense   | Costa Rica | 1979      |

## Palmarés

### Títulos nacionales
| Título           | Equipo      | País       | Año  |
| ---------------- | ----------- | ---------- | ---- |
| Primera División | Alajuelense | Costa Rica | 1970 |
| Torneo de Copa   | Alajuelense | Costa Rica | 1974 |
| Torneo de Copa   | Alajuelense | Costa Rica | 1977 |